# Hildegard Körnerová
Hildegard Körnerová rozená Ullrichová (* 20. prosince 1959, Urnshausen, Durynsko) je bývalá východoněmecká atletka, běžkyně, jejíž specializací byly střední tratě.
První mezinárodní úspěch si připsala v roce 1975 na juniorském mistrovství Evropy v Athénách, kde skončila v běhu na 800 metrů ve finále na čtvrtém místě. Na následujícím ME juniorů 1977 v Doněcku vybojovala na stejné trati stříbrnou medaili. V roce 1978 doběhla na evropském šampionátu v Praze na pátém místě.
Pátá skončila také na letních olympijských hrách v Moskvě v roce 1980. O rok později se stala ve francouzském Grenoble halovou mistryní Evropy v běhu na 800 metrů, když trať zvládla v čase 2:00,94. Na ME v atletice 1982 v Athénách vybojovala ve finále výkonem 1:58,19 páté místo. V roce 1987 získala na druhém světovém šampionátu v Římě stříbrnou medaili v běhu na 1500 metrů.